# Districtul Karcag
Karcag (în maghiară Karcagi járás) este un district în județul Jász-Nagykun-Szolnok, Ungaria.
Districtul are o suprafață de 857,26 km2 și o populație de 43.152 locuitori (2013).